# مارگارت برگر
مارگارت برگر (به انگلیسی: Margaret Berger) (زاده ۱۱ اکتبر ۱۹۸۵) خواننده و ترانه سرا، کارگردان موزیک ویدئو،دی جی نروژی است.
او در مسابقه آواز یوروویژن ۲۰۱۳ نماینده نروژ بود.